# Vlajka Novosibirské oblasti

Vlajka Novosibirské oblasti
Poměr stran: 2:3

Vlajka Novosibirské oblasti, jedné z oblastí Ruské federace, je tvořena listem o poměru stran 2:3 s pěti svislými pruhy: červeným, bílým, modrým, bílým a zeleným s poměrem šířek pruhů 5:3:2:3:5. Mezi krajními pruhy jsou zobrazeni dva černí soboli, držící žlutý bochník se slánkou. Pod nimi prochází středními pruhy úzký (1/80 šířky vlajky) vodorovný proužek – černý v bílých pruzích, bílý v modrém.
Barvy vlajky byly v návrhu interpretovány následovně: bílá symbolizuje čistotu myšlenek, sníh, modrá symbolizuje řeku Ob a zelená přírodní zdroje. Červená barva byla přidána na žádost komunistů.

Rozměry vlajky Novosibirské oblasti

## Historie
Novosibirská oblast vznikla 28. září 1937. V sovětské éře oblast neužívala žádnou vlajku. V letech 1996–1997 byla uspořádána veřejná soutěž na symboly oblasti, v které zvítězil návrh architekta Alexeje Jurjeviče Žuravkova. Poslanci však zákon o symbolech nepřijali.
18. října 2002 byla ustanovena komise, která zorganizovala veřejnou soutěž na podobu symbolů oblasti. Komise svá doporučení předložila Novosibirskému oblastnímu sovětu lidových zástupců, který 10. července 2003 přijal usnesení č. 132-OSD, jímž schválil zákon č. 132-OZ „O vlajce Novosibirské oblasti”. Zákon nabyl účinnosti 25. července 2003 podepsáním předsedou sovětu Viktorem Vasiljevičem Leonovem.
Autorem vlajky je architekt Grigorij Vladimirovič Kuželev. Na původním návrhu vlajky oblasti byl místo červeného pruhu navržen pruh modrý, ale na žádost komunistů bylo rozhodnuto přidat červenou barvu.

## Vlajky okruhů a rajónů Novosibirské oblasti
Novosibirská oblast se od 1. ledna 2019 člení na 5 městských okruhů, 30 rajónů.
Městské okruhy

Novosibirsk Poměr stran: 2:3
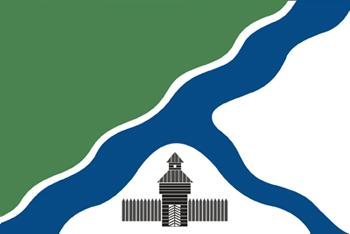
Berdsk Poměr stran: 2:3
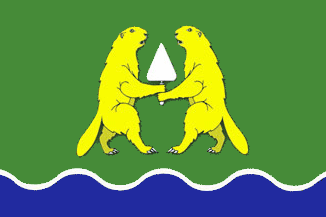
Iskitim Poměr stran: 2:3
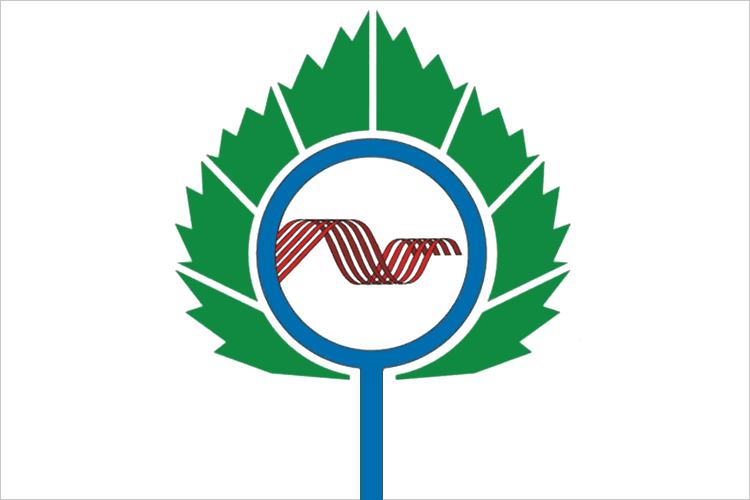
Kolcovo Poměr stran: 2:3
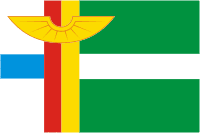
Ob Poměr stran: 2:3

Rajóny

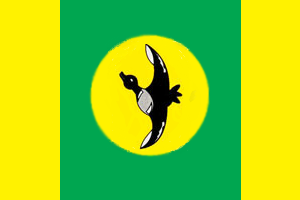
Baganský rajón (1) Poměr stran: 2:3
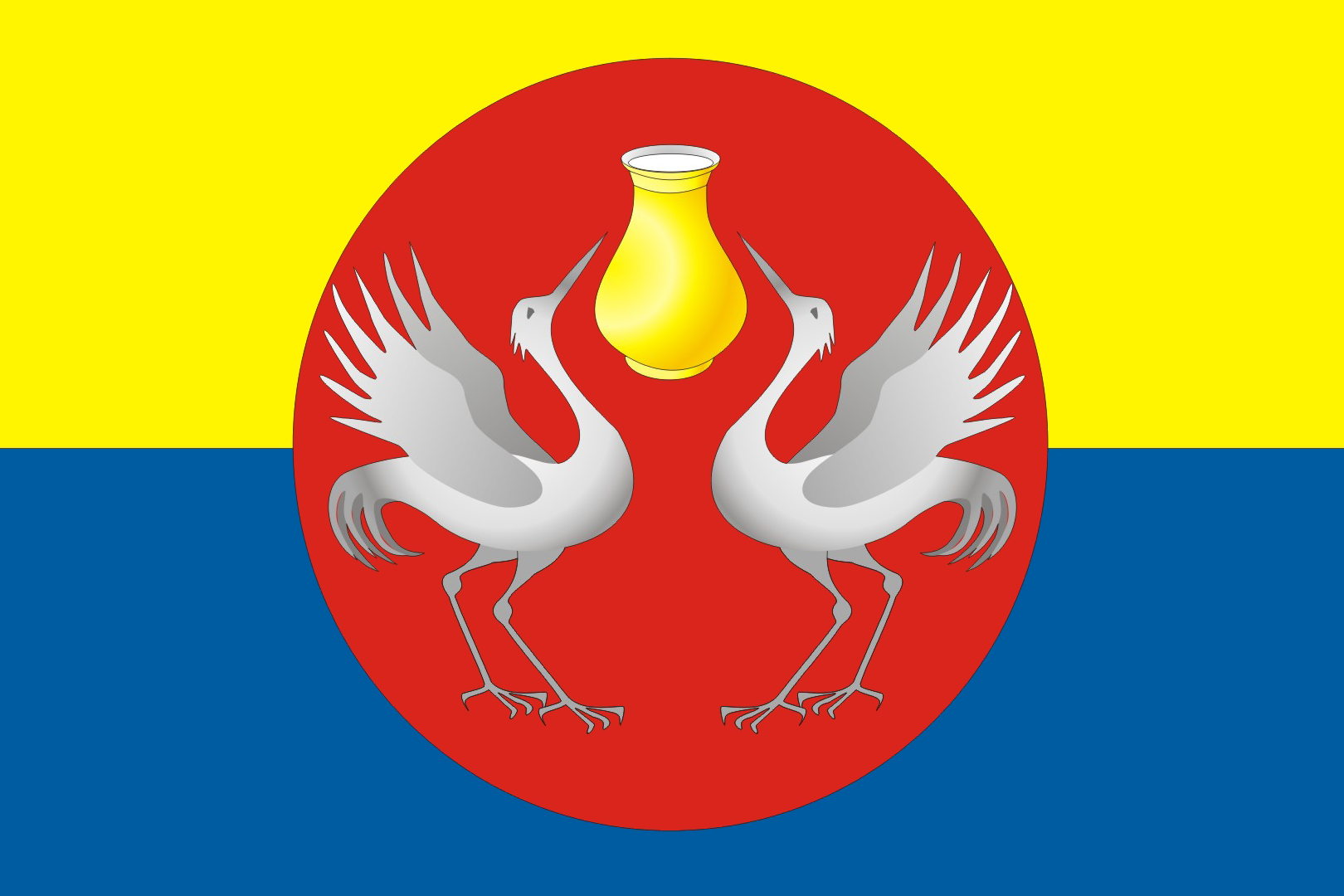
Barabinský rajón (2) Poměr stran: 2:3
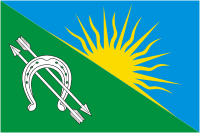
Bolotninský rajón (3) Poměr stran: 2:3
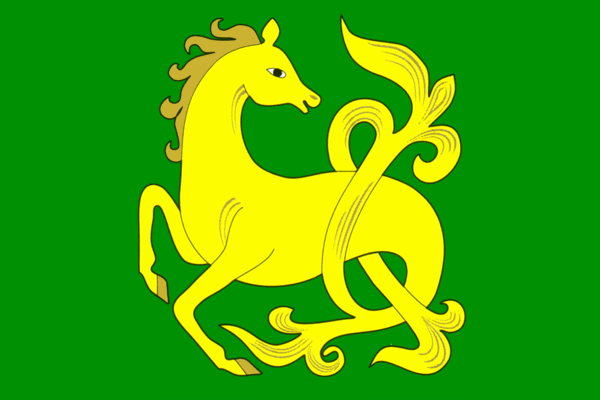
Vengerovský rajón (4) Poměr stran: 2:3
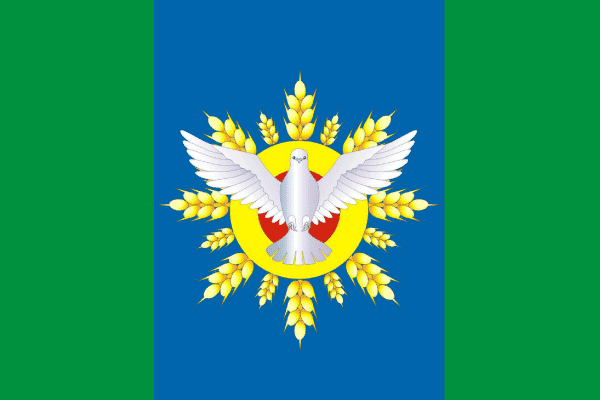
Dovolenský rajón (5) Poměr stran: 2:3
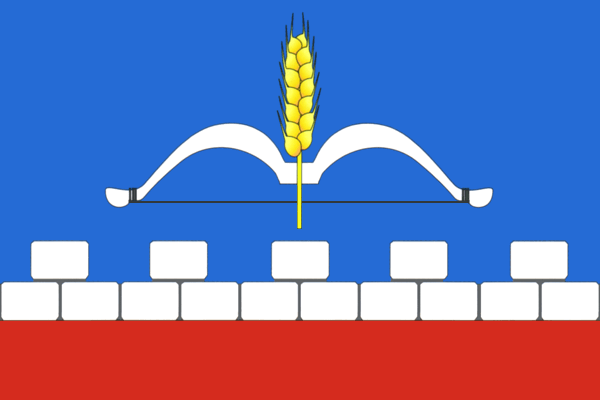
Zdvinský rajón (6) Poměr stran: 2:3
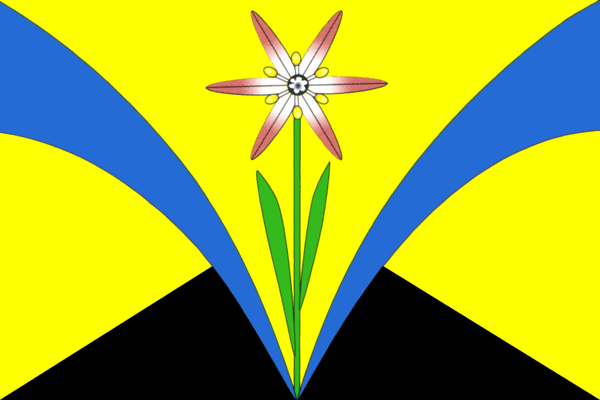
Iskitimský rajón (7) Poměr stran: 2:3
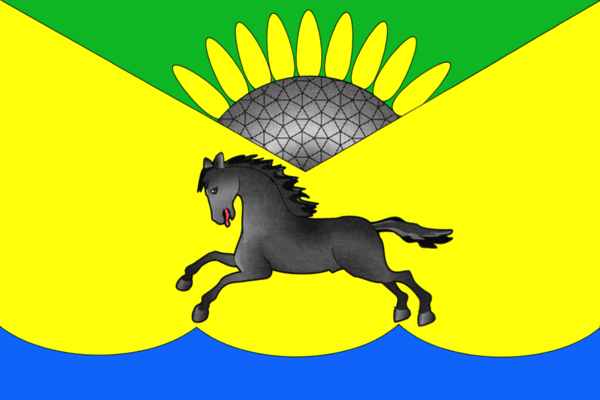
Karasukský rajón (8) Poměr stran: 2:3
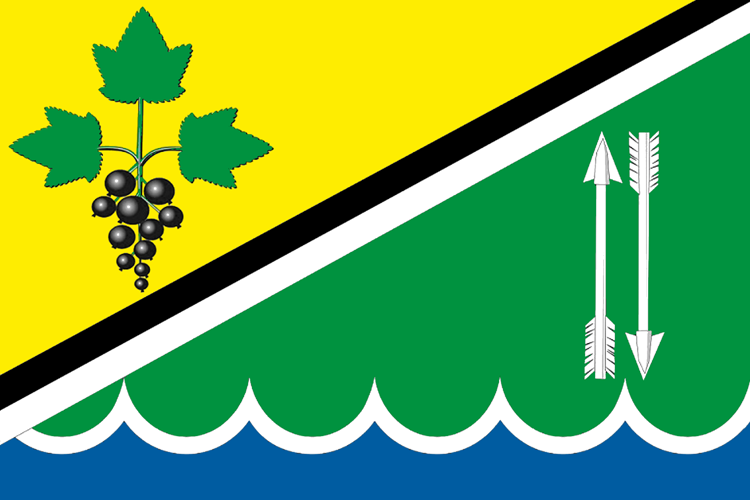
Kargatský rajón (9) Poměr stran: 2:3
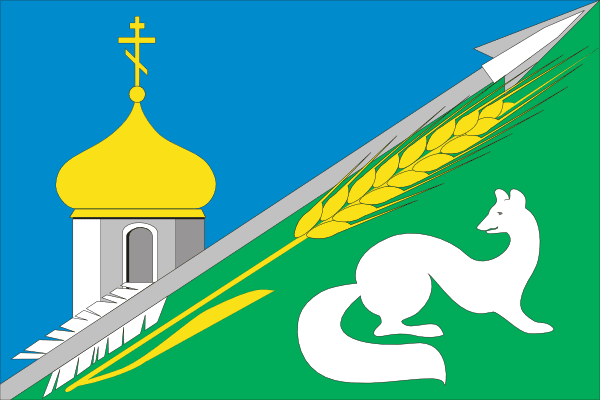
Kolyvanský rajón (10) Poměr stran: 2:3
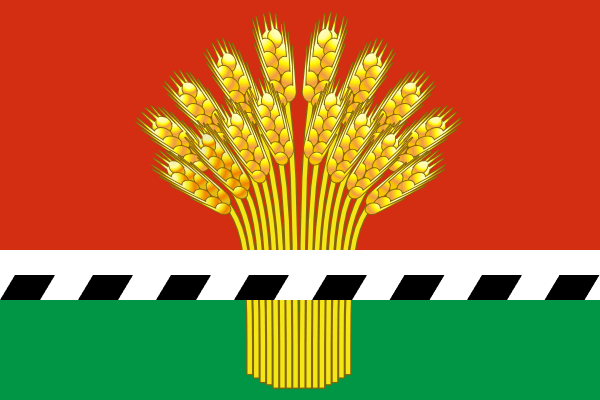
Kočenjovský rajón (11) Poměr stran: 2:3
Kočkovský rajón (12) Poměr stran: 2:3
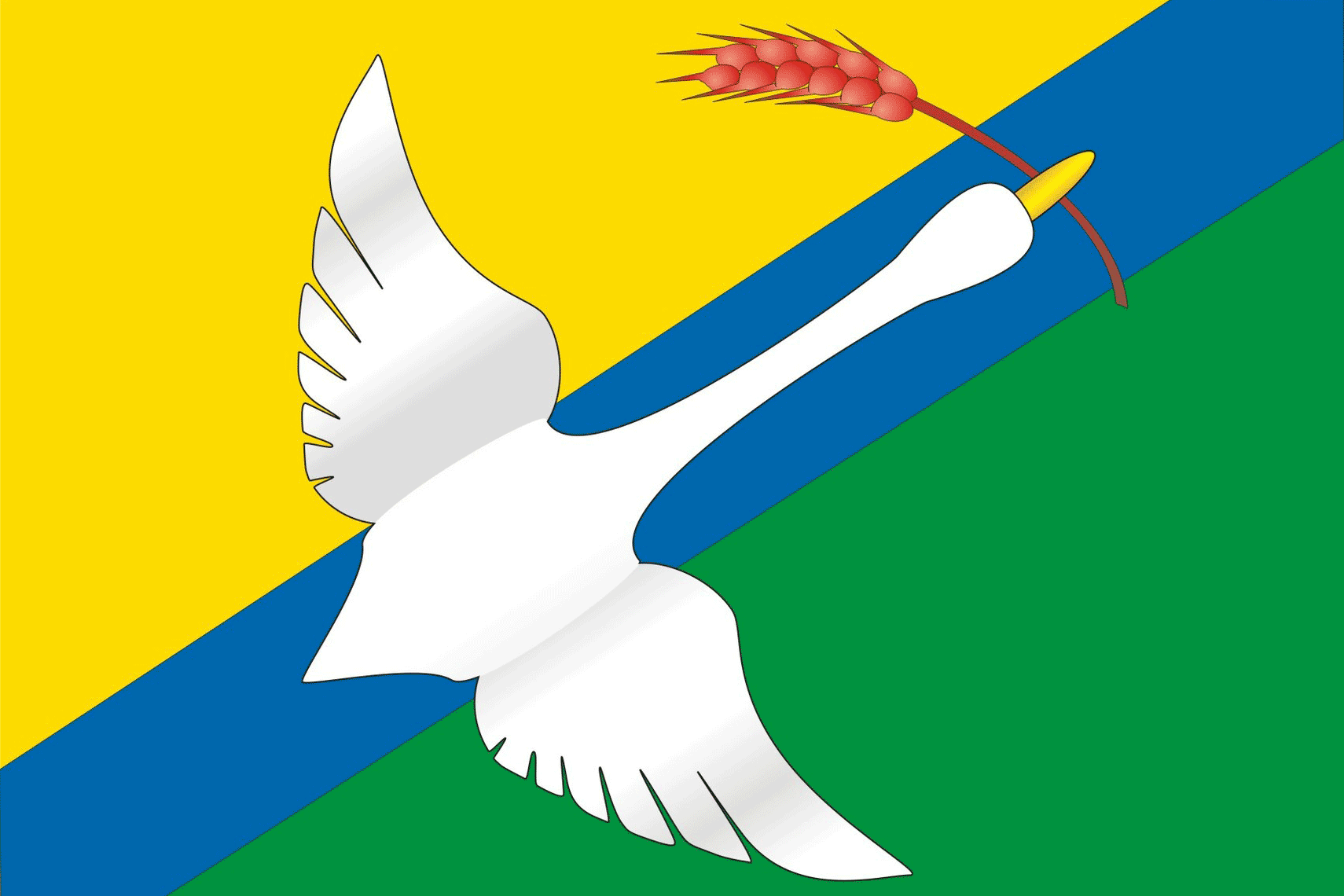
Krasnozjorský rajón (13) Poměr stran: 2:3
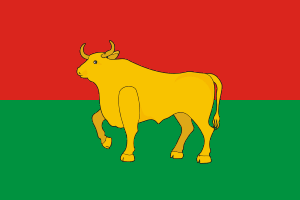
Kujbyševský rajón (14) Poměr stran: 2:3
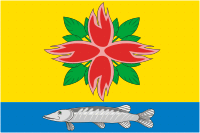
Kupinský rajón (15) Poměr stran: 2:3
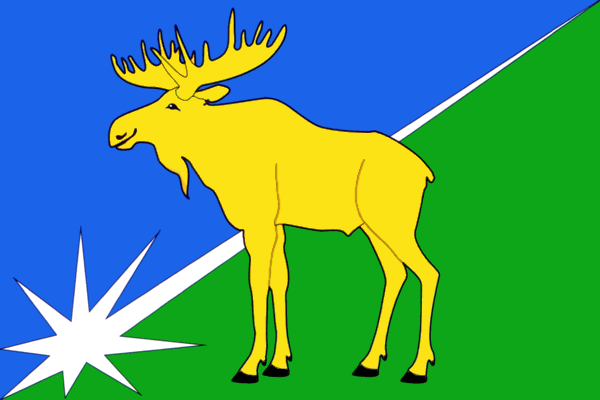
Kyštovský rajón (16) Poměr stran: 2:3
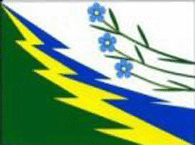
Masljaninský rajón (17) Poměr stran: 2:3
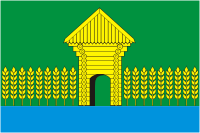
Moškovský rajón (18) Poměr stran: 2:3
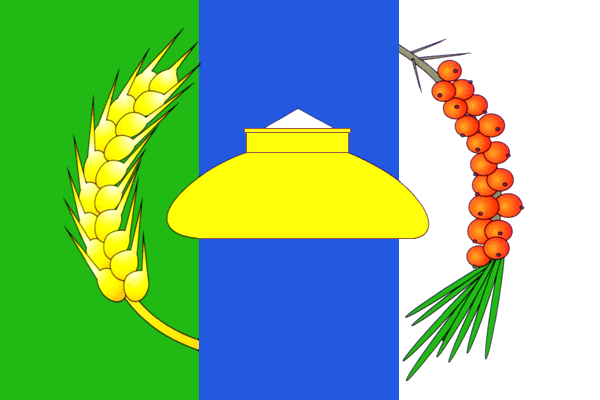
Novosibirský rajón (19) Poměr stran: 2:3
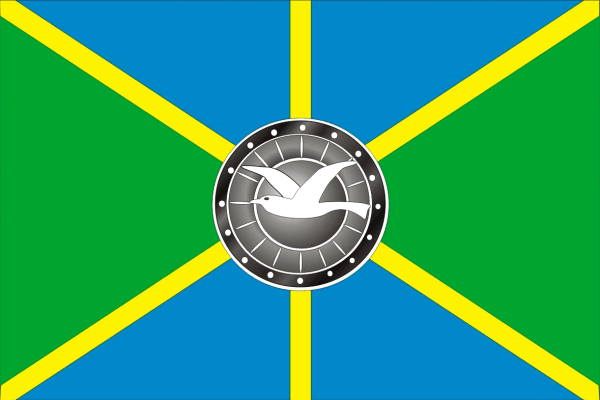
Ordynský rajón (20) Poměr stran: 2:3
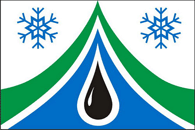
Severní rajón (21) Poměr stran: 2:3
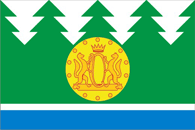
Suzunský rajón (22) Poměr stran: 2:3
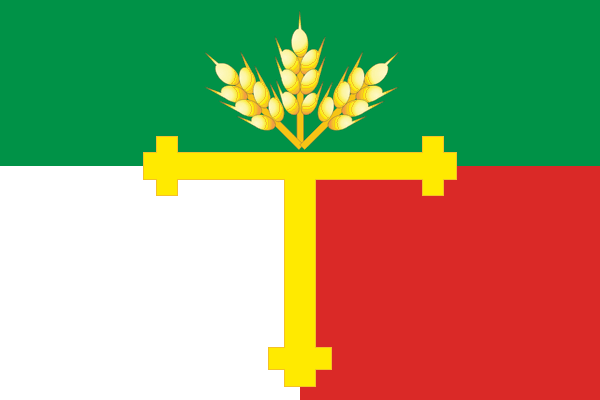
Tatarský rajón (23) Poměr stran: 2:3
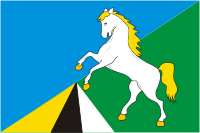
Togučinský rajón (24) Poměr stran: 2:3
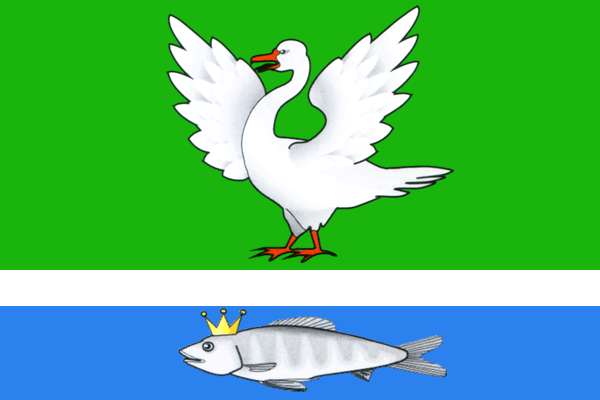
Ubinský rajón (25) Poměr stran: 2:3
Usť-Tarkský rajón (26) Poměr stran: 2:3
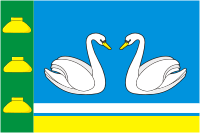
Čanovský rajón (27) Poměr stran: 2:3
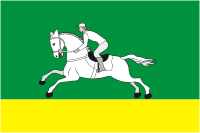
Čerepanovský rajón (28) Poměr stran: 2:3
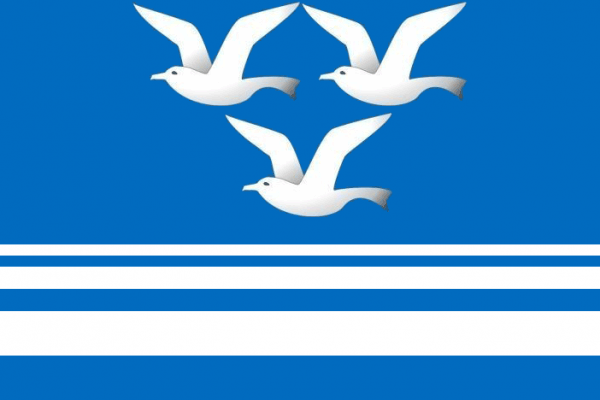
Čistoozjorný rajón (29) Poměr stran: 2:3
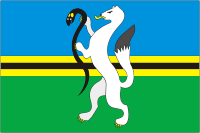
Čulymský rajón (30) Poměr stran: 2:3